# Kalanchoe fernandesii
Kalanchoe fernandesii ist eine Pflanzenart der Gattung Kalanchoe in der Familie der Dickblattgewächse (Crassulaceae).

## Beschreibung
Kalanchoe fernandesii ist möglicherweise nur eine Varietät von Kalanchoe lateritia oder eine Kreuzung zwischen Kalanchoe lateritia und Kalanchoe lanceolata. 

## Systematik, Verbreitung und Gefährdung
Die Erstbeschreibung durch Raymond-Hamet wurde 1903 veröffentlicht.
Kalanchoe fernandesii ist in Mosambik verbreitet.
Die Art steht auf der Roten Liste der IUCN, es gibt zu ihr aber eine ungenügende Datengrundlage (Data Deficient).

## Nachweise